# خلخله (سوریه)
خلخله (به عربی: خلخلة) یک منطقهٔ مسکونی در سوریه است که در استان سویدا واقع شده‌است. خلخله ۲٬۲۶۸ نفر جمعیت دارد.